# Atila Kasaš
Atila Kasaš, nacido en Bečej (Voivodina) el 21 de septiembre de 1968, es un exfutbolista serbio, que jugó de delantero.

## Biografía
Debutó en las filas del FK Vojvodina, donde militó entre las temporadas 1985/1986 y 1990/1991. Tras tres temporadas en el FK Bečej fichó por el CD Logroñés, club en el que tan solo disputó once partidos (tres como titular) durante su primera temporada, sin llegar a marcar ningún gol. Tras una segunda temporada en segunda división con el equipo riojano, volvió al FK Bečej donde jugó media temporada. Se retiró esa misma temporada en el Budapest VSC.
Después de retirarse como futbolista, Atila se ha dedicado a trabajar en el área de deportes de la corporación municipal de su localidad natal, Bečej.

### Selección nacional
Llegó a ser internacional con la selección de Yugoslavia.

## Clubes
| Club                        | Temporada           | Liga     | Liga  | Copa     | Copa  | Total    | Total |
| Club                        | Temporada           | Partidos | Goles | Partidos | Goles | Partidos | Goles |
| --------------------------- | ------------------- | -------- | ----- | -------- | ----- | -------- | ----- |
| FK Vojvodina                | 1985-1986           | ?        | -     | -        | -     | -        | -     |
| FK Vojvodina                | 1986-1987           | ?        | -     | -        | -     | -        | -     |
| FK Vojvodina                | 1987-1988           | ?        | -     | -        | -     | -        | -     |
| FK Vojvodina                | 1988-1989           | ?        | -     | -        | -     | -        | -     |
|                             | Total               | -        | -     | -        | -     | -        | -     |
| FK Bečej                    | 1991-1992           | ?        | -     | -        | -     | -        | -     |
| FK Bečej                    | 1992-1993           | ?        | -     | -        | -     | -        | -     |
| FK Bečej                    | 1993-1994           | ?        | -     | -        | -     | -        | -     |
|                             | Total               | -        | -     | -        | -     | -        | -     |
| CD Logroñés                 | 1994-1995           | 11       | 0     | 1        | -     | 12       | 0     |
| CD Logroñés                 | 1995-1996           | ?        | -     | -        | -     | -        | -     |
|                             | Total               | 11       | 0     | 1        | -     | 12       | 0     |
| FK Bečej                    | 1996-1997           | ?        | -     | -        | -     | -        | -     |
|                             | Total               | -        | -     | -        | -     | -        | -     |
| Budapest Vasutas Sport Club | 1996-1997           | 7        | 1     | -        | -     | 7        | 1     |
|                             | Total               | 7        | 1     | -        | -     | 7        | 1     |
| Total en su carrera         | Total en su carrera | 18       | 1     | -        | -     | 19       | 1     |

## Palmarés

### Trofeos nacionales
| Título         | Club         | País       | Año  |
| -------------- | ------------ | ---------- | ---- |
| Liga Yugoslava | FK Vojvodina | Yugoslavia | 1989 |